# 丈部川相
丈部 川相(はせつかべ の かわあい、生没年不詳）は日本古代の奈良時代の防人。遠江国(静岡県)の人。

## 経歴
「丈部」（はせつかべ/はせべ）は、出雲国（島根県）・東海地方の美濃国・尾張国・遠江国・駿河国、関東地方の相模国・武蔵国・上総国・下総国・常陸国・上野国・下野国、北陸地方の越前国・越中国・佐渡国・越後国、東北地方の陸奥国などに分布しており、東国に広く分布する軍事的部民と考えられている。
天平勝宝7歳2月16日（755年）、防人として筑紫に派遣される途中で詠んだ歌1首が『万葉集』巻20の4324番におさめられている。 